# سیمون گاپین
سیمون گاپین (انگلیسی: Simon Gopane؛ زادهٔ ۲۶ دسامبر ۱۹۷۰) یک بازیکن فوتبال اهل آفریقای جنوبی است.
وی همچنین در تیم ملی فوتبال آفریقای جنوبی بازی کرده‌است.